# Roronoa Zoro
Roronoa Zoro (ロロノア・ゾロ, néhány fordításban Roronoa Zolo) a One Piece című anime és manga egyik főszereplője. A történet elején kalózvadász, majd csatlakozik Monkey D. Luffyhoz, mint a Szalmakalap kalózok első tagja. Már kalózzá válása előtt híres és hírhedt volt a kalózok körében. Kiváló kardforgató, a Santōryū (三刀流, három kard) stílus képviselője: harc közben két kardot a kezeiben, a harmadikat a fogai közt tartja. Hatalmas fizikai ereje miatt kezdetben sokan úgy vélik, hogy ő a kapitány és nem Luffy.

## A szereplő bemutatása

### Megjelenése
Egy fiatal izmos fiú, rövid zöld hajjal, amiről később egyik becenevét kapta. Mindig három kardot tart magánál, amik mindennél fontosabbak számára. Kardjai egy haramakival -16. századi szamurájok egyik kiegészítője- vannak a dereka jobb oldalára erősítve, így bal kézzel húzza elő őket, de a biztonság kedvéért jobb kezét mindig a kardokon tartja. Bal fülében három fülbevalót hord. Öltözéke legtöbbször egy sötétzöld nadrágból, fekete csizmából, a már említett haramakiból, egy fehér ingből és sötétzöld kendőből áll, amit a bal karjára kötve hord, csak harc esetén köti fel. Felsőtestén egy hatalmas heg található, amit a Mihawk elleni harcban szerzett. A 2 éves időugrás után öltözéke egy sötétzöld hosszú ujjú ing, egy piros szalag a derekára kötve, amin a kardjait tartja, a sötét nadrág csizmával, a haramaki és a sötétzöld kendő egyik karjára kötve. Továbbá bal szemén található egy heg, amit valószínűleg szintén Mihawknak köszönhet.

### Előélete
Gyerekkorában egy dódzsóban edzett, ahol a mestere lánya, Kuina mindig legyőzte őt, összesen 2001-szer. Mindkettőjük álma ugyanaz volt: a világ legerősebb kardforgatójává válni. Kuina egy este miután legyőzte Zorót, azt mondta neki, hogy nemsoká alulmarad vele szemben, de csak azért, mert a fiúk fizikailag erősebbek a lányoknál. Zoro ezen felkapta a vizet, de megállapodtak, hogy valamelyikőjük megvalósítja ezt az álmot, kerüljön az bármibe. Másnap Zorónak azt mondták, hogy Kuina leesett a lépcsőről és meghalt -vannak rá utalások, hogy talán beteg volt. Zoro ezt nem akarta elhinni, leszidta a halott Kuinát, hogy a megállapodás után megfutamodott, majd a mesterétől elkérte a lány kardját és megfogadta, hogy beteljesíti közös álmukat.
Évekkel később kalózvadásznak csapott fel. Több többé-kevésbé híres kalózt legyőzött, így hírneve egyre növekedett. Egy nap megkereste őt a Barokk Művek nevezetű kalózvadászok csoportjának egy tagja, aki felkérte a csatlakozásra. Zorónak egy feltétele volt, mégpedig az, hogy ő lehessen a főnök -ez persze nem valósult meg és így nem is csatlakozott.
Sok időt töltött azzal, hogy megtalálja a világ legerősebb kardforgatóját, Juraquille Mihawk-ot, azonban nem járt sikerrel. Ez annak is köszönhető, hogy még térképpel sem találna el egyik szigetről a másikra, társai pedig nincsenek, akik segíthetnének neki a tájékozódásban. Egyedül két féleszű kalózvadász tartja vele a kapcsolatot, akikkel régen egy kocsmában találkozott mikor el akartak fogni egy viszonylag magas vérdíjú banditát de Zoro megelőzte őket de megegyeztek, hogy övék lehet a vérdíja ha kifizetik az ebédjét majd "közösen" megmentették az ott lévő falut azóta mesterükként tekintenek rá. Ut: Először nem ismerték fel annak ellenére, hogy már ekkor Kalóz Vadász Zoróként volt ismert, mivel csak egy szimpla kölcsön kard volt nála a kard kovácstól aki a kardjait javította mivel régen folyton javításra szorultak, mert nem tudott velük finoman bánni.
Egy tengerészeti bázissal rendelkező szigeten lévő étteremben megsebesítette Morgan kapitány fiát, Helmeppot és kutyáját, aki ezért a fogadóson és a lányán akart bosszút állni mivel őket akarta megtámadni a kutya. Zoro megállapodott a tengerészekkel, miszerint ha egy teljes hónapig kibírja étel és ital nélkül kikötözve, akkor elengedik, vissza adják a kardjait és elnézik ezt a bűnét és nem ártanak a fogadósoknak. A tengerészek persze belementek, de 3 hét letelte után ki akarták végezni, amit Luffytól tudott meg. Zoro ekkor válik a történet egyik főszereplőjévé.

### Társaival való kapcsolata
Szótlan és komoly emberként ismerjük meg, így nem igazán próbál barátkozni senkivel. Ha valaki leszólja, akkor nevetségesen vitatkozni kezd vele, majd megfenyegeti, hogy levágja. A történet alatt összebarátkozik társaival, de velük szembeni viselkedése nem változik.
Mikor megismerte Luffyt, egy idióta kölyökként kezelte, majd mikor megkapta tőle kardjait és látta harcolni Morgan kapitány ellen, akkor megváltozott a fiúról alkotott képe. Luffyval jól megértik egymást, ugyanis mindketten szeretnek hódolni szenvedélyeiknek, ami általában az evés-ivás, illetve szellemileg mindketten ugyanazon a szinten állnak. A kettejük között kialakult igaz baráti kapcsolatot mutatja be a Thriller Barkon kitört harc is, mikor képes lett volna életét is feláldozni Luffyért, majd később képes volt Luffy miatt megalázkodni Mihawk előtt és annak segítségét kérnie, hogy erősebb legyen.
A banda szakácsával, Sanjival azonban más a helyzet. Megismerkedésük óta folyamatosan vitatkoznak, gúnyneveket ragasztanak egymásra és többször párbajra hívják ki egymást.
Tashigi ugyan nem a társa, de különös kapcsolat alakult ki köztük. Loguetownban egy fegyverkereskedésben ismerkedtek meg, ahol Tashigi segített neki kardot választani. A lány elmondta neki, hogy mindenáron meg akarja szerezni a legendás kardokat, amiket a kalózok és kalózvadászok birtokolnak, ekkor ugyanis még nem tudta, hogy Zoro is az említettek közé tartozik. Zoro egyszer legyőzte őt, de a későbbi kihívásokat nem fogadta el, ha a lány rátámadt, ő mindig elmenekült, mivel egy régi barátjára, Kuinára emlékezteti.
|  | Alább a cselekmény részletei következnek! |

## A sorozatban való szereplése
Morgan kapitány legyőzése után csatlakozik Luffyhoz a Szalmakalap kalózok legénységének első tagjaként. Közös kalandjaik nem valami bizalomgerjesztően indulnak. Először eltévednek a tengeren, majd találkoznak Namival, akinek hátsó szándéka, hogy meglopja őket, aztán vereséget szenvednek első közös ellenségüktől, a Buggy kalózoktól. Sérüléseikből felgyógyulva ismét szembeszállnak ellenfelükkel. Zoro mivel kardforgató, ezért mindig ő harcol a kardforgató ellenfelekkel, ez esetben Cabajivel, akit nem könnyen, de sikerül legyőznie.
Következő ellenfelük a tökéletes terveiről híres Kuro kapitány, aki egy nemesi család inasának álcázza magát, valamint kalózbandája, akiket Usoppal egyidőben ismerünk meg. Zoro Kuro két legerősebb emberével harcolt, akiket sikerült legyőznie, majd mikor megtudta, hogy Usopp is csatlakozik hozzájuk, lemondott róla, hogy épeszű társai legyenek. Úgy vélte Usopp éppen olyan ütődött, mint Luffy.
Mikor élelem híján voltak egy étteremhajóra bukkantak, ahol megismerhetjük a két féleszű kalózvadászt, Yosakut és Jonit, akik Zorora mesterükként tekintenek. Elmondják Zoronak, hogy úgy vélik Mihawk nyomaira bukkantak a közelben, de nem találtak rá. Zoro ekkor nagyon idegesnek tűnt, mintha nem szívesen futna vele össze. Ebéd közben megismerkednek Sanjival, aki épp összever és kidob egy tengerészt az étteremből, aztán Naminak kezd udvarolni. Zoro számára már ekkor is ellenszenves volt. Alig fejezik be az ebédet, Don Krieg megtámadja a hajót és el akarja foglalni. Ekkor érkezik meg Mihawk, aki a Grand Lineról mindeddig Don Krieget és bandáját követte, hogy végezzen velük. Mikor Zoro felismeri őt, kihívja egy párbajra. Mihawk megalázó módon a legkisebb kardjával, egy kés méretűvel harcol ellene és Zoronak így sincs esélye. Mihawk látva Zoro elszántságát úgy véli, hogy megérdemli a legendás Fekete Kard általi halált, így leakasztja azt hátáról és rátámad. A harcban kettévágja Zoro két kardját és meg is sebesíti a fiút. Zoro ekkor eldobja fegyverét és Mihawk elé áll, hogy az végezzen vele. Utóbbi végzetes csapást mér rá, Zoro a tengerbe esik, de Yosaku és Joni kimenti. Mihawk csodálkozik rajta, hogy Zoro ezt is túlélte, ezért arra biztatja, hogy legyen erősebb és egy nap újra megküzdenek.
A Mihawktól elszenvedett vereség után minden idejét edzéssel és alvással töltötte. Kezdetben főleg alvással, mivel meg kellett gyógyulnia. Hosszú álmából arra ébredt, hogy ismét bajba keveredtek, ellenfelük a Grand Line-t is megjárt, Nami szülőfaluját rettegésben tartó férfisellő, Arlong és annak legénysége. Zoro Hacchi ellen harcolt, aki egy kardforgató oktopusz, a hatkezes technika alkalmazója. Zoronak sikerült legyőznie őt, de ezután Sanjivel együtt sem tudtak megbirkózni Arlonggal, akit később Luffy győzött le.
Következő állomásuk Loguetown, „a kezdet és a vég városa” volt. Elnevezése onnan ered, hogy a kalózkirály, Gold Roger Loguetownban kezdte kalandjait, majd ott végezték ki. A Szalmakalap kalózok szétszóródnak a városban, mindenki különböző dolgokat akar megnézni. Zoro egy fegyverkereskedésbe megy, hogy új kardot vegyen a Mihawk által eltörtek helyett. A boltban túl magasak az árak, ezért képes lenne eladni Kuinától megörökölt kardját is, hogy annak az árából és saját pénzéből három másikat vegyen. Már épp eladta volna a kardot, ha egy lány nem állítja meg. A lányt Tashiginek hívják, a tengerészet egyik kapitányának, Smokernek a jobbkeze és jól ismeri a kardokat. Elmondja Zoronak, hogy az eladó át akarta őt verni, mivel a birtokában lévő egy a legtöbbet érő kardok közül a világon, majd ezután segít Zoronak kardot választani és lealkudni az árát. Így jut Zoro egy elátkozott kardhoz, ami eddig minden használóját a sírba vitte. Később mikor Smoker kapitány megtudja, hogy két kalózbanda -a Szalmakalap és a Buggy kalózok- is a városban vannak, akkor elhatározza, hogy megöli mindet. Tashigi ekkor tudja meg, hogy ki is Zoro valójában és rátámad, de vereséget szenved. A későbbiekben akárhányszor is találkoznak Tashigi mindig megtámadja őt, amire Zoro úgy reagál, hogy elmenekül, mert a lány Kuinára emlékezteti.
Loguetown a Szalmakalap kalózok számára is a véget jelentette bizonyos értelemben, ugyanis a várost elhagyva hajóztak a veszélyekkel teli Grand Linera. A Teguila Wolf nevű szigeten kötöttek ki, ahol annak lakói nagyon barátságosan fogadták őket, nagy lakomát csaptak a tiszteletükre. Zoro megtudta, hogy a sziget lakói egytől egyig a Barokk Művek kalózvadászai és arra készülnek, hogy kivégzik a Szalmakalap kalózokat. Zoro ezért rájuk támadt és sokukat a földbe döngölte. Luffy nem tudta róluk az igazat, így mikor megkérdezte, hogy ki látta el ilyen csúnyán a bajukat a Zorora támadt, akinek nem volt ideje elmagyarázni a történeteket. Mindketten komolyan vették az egymás elleni harcot, de közben Luffy megtudta az igazat és azt is, hogy a Barokk Művek meg akarja ölni Alabasta királyság hercegnőjét, Vivit, aki kalózvadásznak álcázza magát a szigeten, így abbahagyták a harcot és szert tettek első grand linei ellenségükre, a Barokk Művekre. Vivi hazájába tartva találkoztak Chopperrel a Drum birodalomban, aki csatlakozott hozzájuk. Az ottani harcban Zoro nem vett részt, a hajón maradt és edzett.
Mire Alabasta királyságba értek, már tudták az igazat, hogy a shichi bukai Crocodile áll minden mögött. Ő a Barokk Művek főnöke, el akarja pusztítani Alabasta királyságot, a felkelőket és így a térség egyedüli urává válni, továbbá megtalálni a titkos fegyvert, a Plutont és saját kedve szerint használni. A harcokban Zoro ellenfele Mr 1 -polgári nevén Daz Boner-, egy híres és hírhedt kalózvadász lett, aki a testéből acélkeménységű pengéket tud növeszteni, az elfogyasztott Ördöggyümölcsnek hála. A harcban sokáig Zoro volt hátrányban, ugyanis nem tudta megsebesíteni ellenfelét annak képessége miatt. Mikor úgy tűnt, hogy befellegzett számára, eszébe jutott a mesterétől hallott történet, miszerint van olyan kardforgató, aki képes átvágni az acélt is, csak rá kell jönni a technikájára. Zoro az eszét is használva rájött erre a technikára és harc közben megtanulta, hogyan vághatná át az acélt. Ennek hála egy támadással sikerült legyőznie ellenfelét. Miután Luffy legyőzte Crocodilet, Nico Robin is csatlakozott hozzájuk, amit Zoro nem nézett jó szemmel, úgy vélte, hogy emiatt még bajba fognak kerülni.
Miután sikeresen elmenekültek a tengerészet elől Alabastából, a Lock Postjuk felfelé mutatott, tehát a következő szigetnek elméletileg fölöttük, a levegőben kell lennie. Mivel nem tudták mihez kezdjenek, a legközelebbi sziget felé indultak. Útközben azonban a semmiből egy hajóroncs pottyant eléjük és egy hatalmas harcost láttak a tengeren. A roncsot átkutatva találtak egy térképet, ami a levegőben lévő Szkípiát mutatja. Mock Townban kikötve elindultak a városba, hogy információt szerezzenek Szkípiáról, azonban mindenki kinevette és elzavarta őket. Egyedül egy ember biztatta őket a hely felkutatására, Feketeszakáll. Egy kocsmába betérve találkoztak a Hiéna névre keresztelt Bellamyval és annak társával Sarquisszel, akik kihívták Luffyt és Zorot egy küzdelemre, de azok Nami kérésére nem bocsátkoztak harcba, így a másik kettő összeverte őket. Később rátaláltak a sziget másik oldalán Monbran Cricketre, aki elmesélte nekik egyik őse és Szkípia történetét, majd segített nekik eljutni oda. Szkípiában az arany után kutatva megismerték annak történelmét és jelenlegi helyzetét és így akarva-akaratlanul egy több évtizede folyó harcnak lettek a részesei. Zoro először a shandorai Brahamot győzte le, ezután Oumuval került szembe, akit szintén legyőzött, de Eneltől vereséget szenvedett.
Mikor arannyal megrakodva visszatértek az égből a Grand Linera, újabb ellenségbe ütköztek a Foxy kalózok személyében. Ügyességi játékokban mérte össze erejét a két kalózbanda. A második kör egy labdajáték volt, amiben Zoro Sanjival vett részt. Nehezítette a játékot, hogy nem lehetett fegyvert használni, de az ellenfél használhatott, illetve hogy Sanjival nem jönnek ki egymással, itt viszont össze kellett dolgozniuk. Játék közben nem csak az ellenséggel, hanem egymással is versengtek, de ez elhozta győzelmüket.
Alig győzték le a Foxy kalózokat, máris a tengerészet egyik admirálisába, Aokijibe botlottak, akinek épp semmi dolga nem akadt és biciklizgetett. Először barátságos volt főhőseinkkel, majd felszólította őket, hogy adják át Robint, mert egy veszélyes körözött bűnöző. Nem teljesítették kérését, ő ezért megtámadta őket. Hamar nyilvánvalóvá vált, hogy semmi esélyük nincs ellene, majd mikor Robint és Luffyt is megfagyasztotta, akkor Zoro társaival felkapta őket és elmenekültek.

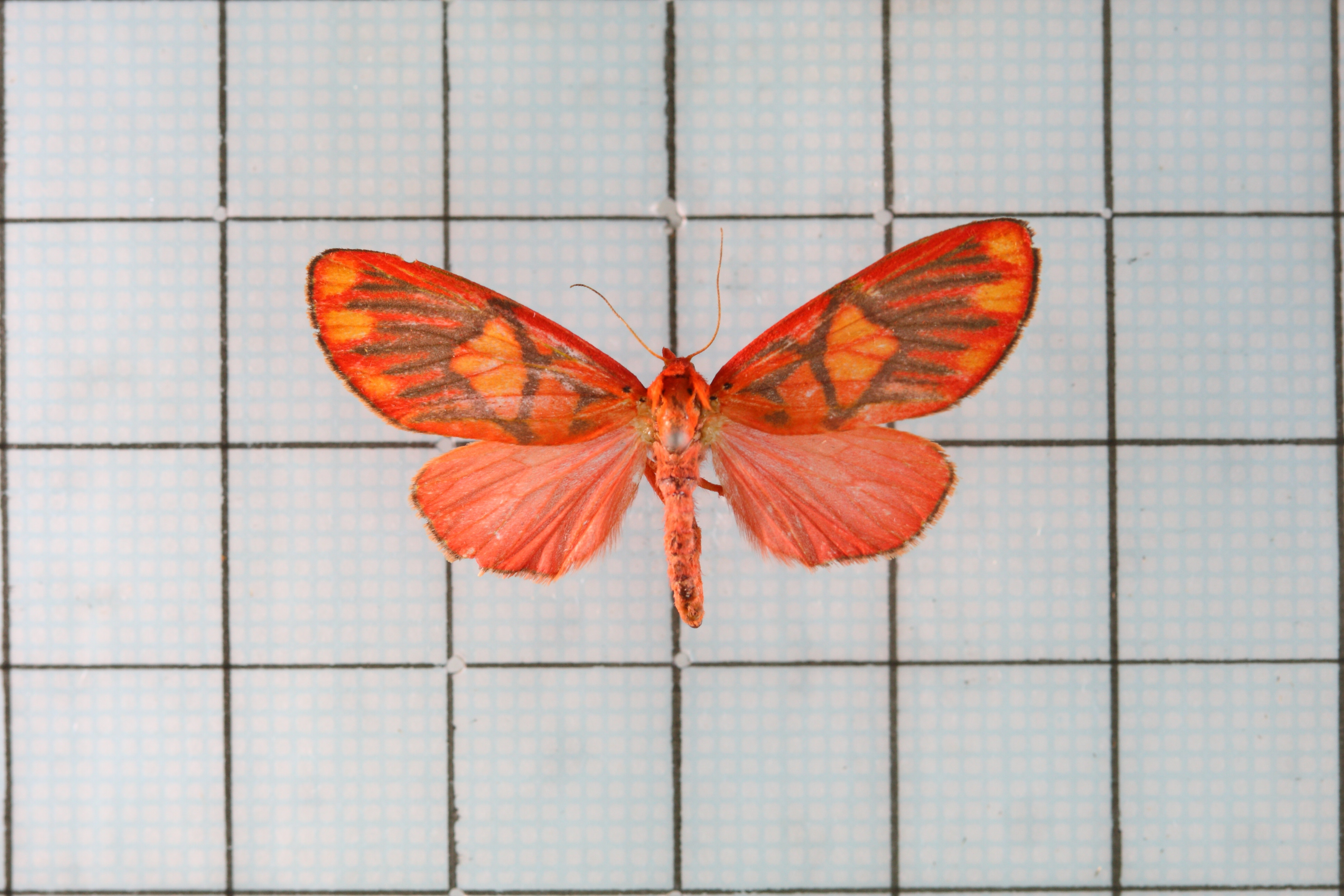
Zoro Asura támadása

Következő útjuk Water Sevenbe vezetett, hogy megjavíttassák hajójukat. Míg a többiek elmentek az aranyat pénzre váltani, Zoro a hajón maradt őrködni. Nem kellett sokat várnia, egy pár kalózvadász egyből rárontott, akiknek könnyen ellátta a baját. Miután megismerkedtek a város polgármesterével, Iceberggel, az őket megtámadó kalózvadászok és hajóbontók vezérével, Frankyvel és Robin is eltűnt, majd rájuk kenték az Iceberg elleni merényletet, megtudták az igazat, miszerint a Világkormányzat egyik titkos osztaga, a CP9 áll a merénylet és Robin eltűnése mögött, felvették velük a harcot. Először Iceberg házában a CP9 legerősebb tagja, Rob Lucci Zorot és Luffyt is legyőzte és sikerült elrabolniuk Robint és Frankyt is. Miután tisztára mosták nevüket, Enies Lobbyba indultak a CP9 után. Az úton több akadályba is ütköztek, az egyik ilyen volt T-Bone kapitány a tengerészettől, akit a hajók henteseként ismernek. Ő Zorohoz hasonlóan kardforgató és így Zoro győzte le őt. Enies Lobbyban a CP9 második legerősebb tagjával, Kakuval kellett megküzdenie. Kaku miután Ördöggyümölcs képességével zsiráffá változott, négykezes (kard)stílusra váltott, amivel meggyűlt Zoro baja, de végül az Asura -Démon- névre hallgató csapásával sikerült legyőznie Kakut. A harc vége felé a CP9 vezetője, Spandam aktiválta a Buster Callt, aminek hatására egy tengerészeti hajóflotta jelent meg több aladmirálissal, akik megnehezítették főhőseink menekülését és az ellenük vívott harcban Zoro elvesztette egyik kardját is.
Miután sikeresen elmenekültek Enies Lobbyból az új hajójukal és immár Frankyvel a fedélzeten, a Thriller Bark nevű kalózhajó és így a shichi bukai Moria áldozatai lettek, továbbá megismerkedtek Brookkal. Brook mondta el nekik, hogy Moria rengeteg utazó árnyékát elveszi, majd zombikba helyezi, akik őt szolgálják. Moria hajóján Zoro is elvesztette az árnyékát, majd rátalált Ryuumára, jobban mondva a zombi Ryuumára, aki régen egy híres kardforgató volt, most pedig Moria irányítja Brook árnyékával. Zoro kihívja egy párbajra, majd mikor legyőzi őt, Ryuuma neki adja a kardját. Később társaival összefogva sikerül legyőzniük a Moria által Luffy árnyékával irányított óriást, Ozt. Moria veresége után bukkan fel egy másik shichi bukai, Bartolomew Kuma, aki végezni akar az elájult Luffyval, de Zoro a saját életét akarja feláldozni Luffyéért cserébe. Kuma belemegy az alkuba, Luffy testéből „kiszívja” a fájdalmat és fáradtságot, majd Zoro testébe zárja, aki összeesik és kis híján belehal. Egyedül Sanji volt ennek szem- és fültanúja, aki az elalélt Zoro segítségére siet.
Moria bukása után a Shabandony Archipelago nevű szigetre mennek, ahol annak szemtanúi, hogy a Világkormányzatot megalapító 20 király leszármazottjai állatokként bánnak az emberekkel, bármit büntetlenül megtehetnek velük, a rabszolgapiacon vásárolják az elfogott kalózokat, óriásokat, sellők saját szórakoztatásukra. Zoro mikor nekiütközik egy ilyen feljebbvalónak, akkor az le akarja lőni, Zoro pedig már a kardjáért nyúl mikor megállítják. Később Luffy alaposan ellátja egy feljebbvaló baját, Zoro pedig csak annyit jegyez meg, hogy „ha te nem, én tettem volna meg”. Ez azonban az egyik legnagyobb bűn, így riadóztatják a tengerészetet, akik odaküldik a Bartolomew Kumát, Kizaru admirálist, valamint Kizaru unokaöccsét, Sentomarut és egy pár pacifistát. A Kuma elleni harcban a Szalmakalap kalózok súlyos vereséget szenvednek és Kuma Ördöggyümölcs képességével szétszórja őket a világ különböző szigeteire.
Zoro mikor magához tér, egy elhagyatott, sötét szigeten találja magát, ahol harci gibbonok támadnak rá. Nevetségesnek véli, hogy állatok ellen kell harcolnia, de azok mindig legyőzik őt. Közben megjelenik Moria egyik szolgálója, Perona, akit Kuma szintén erre a szigetre repített, majd Zoro felfedezi, hogy a szigeten lévő vár Mihawk vára. Mihawk felajánlja segítségét Zoronak, de az gondolkodás nélkül visszautasítja. Mikor Zoro látja és megérti Luffy üzenetét az újságban, akkor azt kéri Mihawktól, hogy edze őt, mert erősebbé akar válni. Mihawk elutasítja, de mikor megtudja, hogy nem magáért, hanem egy barátja -Luffy- kedvéért akarja, beleegyezik.
Luffy üzenete szerint két éve múlva kell találkozniuk a Shabandony Archipelagon. A többiek csodálkoznak mikor megtudják, hogy Zoro érkezett meg elsőként a szigetre, ugyanis a tájékozódás nem az erőssége, de amint megérkezett már el is tűnt, csak Frankyvel beszélt, aki elmondta neki, hogy képessé tette a hajót a víz alatti utazásra. Zoro a városban eltévedt és mikor meglátta az első útjába kerülő hajót, ami éppen a vízfelszín alá tartott, úgy gondolta az az ő hajójuk, ezért beszált. A hajón vette észre, hogy az egy másik kalózhajó, teljesen ismeretlen kalózokkal. Így hát félbevágta a hajót és a felszínre ment, ahol találkozott Sanjival. Természetesen ismét egymásnak estek a másikat sértegetve, majd a hajóhoz indultak. Útközben belefutottak egy nagyobb tömegbe, amelyikben felfedezték Luffyt, akire rátámadt a Sentomaru által hozott két pacifista. Luffy kiütötte az egyiket, míg Zoro és Sanji a másikat, majd a hajóhoz rohantak és elhagyták a szigetet.